# President’s Cup 2010
Der President’s Cup 2010 war ein Tennisturnier der ATP Challenger Tour 2010 für Herren und ein Tennisturnier des ITF Women’s Circuit 2010 für Damen in Astana. Sie fanden zeitgleich vom 1. bis zum 7. November 2010 statt.